# Liste des évêques de Coire
Pour un article plus général, voir Diocèse de Coire.
Cette page donne la liste des évêques du diocèse de Coire.
- 451 : Asimo[1] ou Asimon[2], vit en 440[1] ; assiste en 450 (451) au concile de Calcédoine[2].
- 519-? : Ursilin de Planta, enterré dans la cathédrale[3]. [...]
- -548 : Valentian (de)
- 599–603 : Theodor von Chur (de)
- ~614 : Viktor I. (Chur) (de)
- 7e siècle : Paschalis I. (Chur) (de)
- ~700 : Viktor II
- ~720 : Vigilius
- 759-765 : Tello (de)
- 727/74 : Constantius
- ~800 - ~820 : Remedius (de)
- ~822-831 : Viktor III
- 836-842 : Verendarius
- 844-849 : Gerbrach
- 849-868 : Esso
- Ruodharius
- 888-913 : Diotolfus
- 920-949 : Waldo von Chur (de)
- 951 - ~972 : Hartpert
- ~972–988 : Hiltibald
- après 988 : Waldo II
- ~1000–1024 : Ulrich
- 1030– ~1039 : Ulrich
- 1040-1070 : Thietmar
- 1070–1078 : Heinrich I[4]
- 1079–1088 : Norbert von Hohenwart (de)
- 1089–1096 : Ulrich II de Tarasp
- 1096–1122 : Wido von Chur (de)
- 1123-1144 : Conrad de Biberach, donne à Conrad de Planta en 1139 l'investiture du comté de l'Engaldine[3].
- 1145–1150 : Conrad II
- 1151–1160 : Adalgott (de)
- 1163-1170 : Egino ; l'empereur Frédéric Ier lui accorde la dignité de prince pour lui et ses successeurs[1].
- 1170-1179 : Ulrich von Tegerfelden (de)
- 1179–1180 : Bruno von Ehrenfels
- 1180–1194 : Heinrich II (de)
- 1194–1209 : Reinher della Torre (de)
- 1209–1221 : Arnold von Matsch (de)
- 1221–1224 : sede vacante
- 1224–1226 : Rudolf von Güttingen (de)
- 1228–1233 : Berthold von Helfenstein (de)
- 1233/34–1237 : Ulrich von Kyburg (de)
- 1237–1251 : Volkard von Neuburg (de)
- 1251–1272 : Heinrich I. von Montfort (de)
- 1273–1282 : Konrad von Belmont (de)
- 1282–1290 : Friedrich von Montfort (de)
- 1291–1298 : Berthold de Heiligenberg (de), donne à André II de Planta l'investiture du comté de l'Engaldine pour lui et ses descendants, contre 1 050 marcs d'argent[3].
- 1298–1321 : Siegfried von Gelnhausen (de)
- 1322–1325 : Rudolf III. von Montfort (de)
- 1325–1331 : Johannes I. Pfefferhard (de)
- 1331–1355 : Ulrich von Lenzburg (de)
- 1356–1368 : Peter Jelito (de)
- 1368–1376 : Friedrich von Erdingen (de)
- 1376–1388 : Johannes Ammann (de)
- 1388–1416 : Hartmann von Werdenberg-Sargans (de). En 1404, Modestin, vicomte de Milan, lui donne la vallée de Valteline (renommée pour son vin)[5].
- Fin XIVe siècle ou 1re moitié du XVe siècle : Guillaume de Vendenesse, est également grand aumônier de Charles V le Sage[6].
- 1416-1418 : Johannes III Ambundii
- 1418–1440 : Johannes Naso (de)
- 1440–1441 : Konrad von Rechberg (de), administrateur
- 1441–1456 : Heinrich von Hewen (de), administrateur, évêque de Constance
- 1456–1456 : Antonius de Tosabeciis (de)
- 1453–1458 : Leonhard Wismair (de)
- 1458–1491 : Ortlieb von Brandis (de)
- 1491–1505 : Heinrich V. von Hewen (de)
- 1505–1541 : Paul Ziegler (de), administrator (1505–1509), puis évêque (1509–1541)
- 1541–1549 : Lucius Iter (de)
- 1549–1565 : Thomas Planta (de)
- 1565–1581 : Beatus a Porta (de)
- 1581–1601 : Peter Rascher (de)
- 1601–1627 : Johann Flugi (de)
- 1627–1635 : Joseph Mohr von Zernez (de)
- 1636–1661 : Johann Flugi von Aspermont (de)
- 1661-1692 : Ulric de Monte (de) († mars 1692), élu le 23 février 1661[2].
- 1692–1728 : Ulrich de Federspiel (de), appartenant à la Maison de Federspiel dans le pays des Grisons[2].
- 1728-1754 : Joseph Benedikt von Rost (de). Entre 1732 et 1733 il fait remanier le château épiscopal de Coire[7].
- 1755–1777 : Johannes Baptist Anton von Federspiel (de)
- 1777–1793 : Franz Dionys von Rost (de)
- 1794–1833 : Charles-Rodolphe de Buol (de). Il concède à Henri-Joseph-Robert de Planta-Wildenberg la charge de Grand Maréchal héréditaire de l'évêché de Coire le 12 novembre 1795[8].
- 1834–1844 : Johann Georg Bossi (de), également évêque de Saint-Gall
- 1844–1859 : Kaspar de Carl ab Hohenbalken (de), également évêque de Saint-Gall jusqu'en 1847
- 1859–1876 : Nikolaus Franz Florentini (de)
- 1877–1879 : Kaspar Willi (de)
- 1879–1888 : Franz Konstantin Rampa (de)
- 1888–1908 : Johannes Fidelis Battaglia
- 1908–1932 : Georg Schmid von Grüneck
- 1932–1941 : Laurenz Matthias Vincenz
- 1941–1962 : Christian Caminada
- 1962–1990 : Johannes Vonderach
- 1990-1997 : Wolfgang Haas.
- 1998-2007 : Amédée Grab.
- 2007-2019 : Vitus Huonder.
- 2021-présent : Joseph Bonnemain